# Nikos Vetoulas
Nikolaos Vetoulas, detto Nikos (in greco Νικόλαος "Νίκος" Βετούλας?; Patrasso, 6 febbraio 1974), è un allenatore di pallacanestro ed ex cestista greco.

## Carriera
Con la Grecia under 26 ha disputato i Giochi del Mediterraneo di Bari 1997.

## Palmarès
- Coppa di Grecia: 1

Aris Salonicco: 2003-04